# Tandsteen

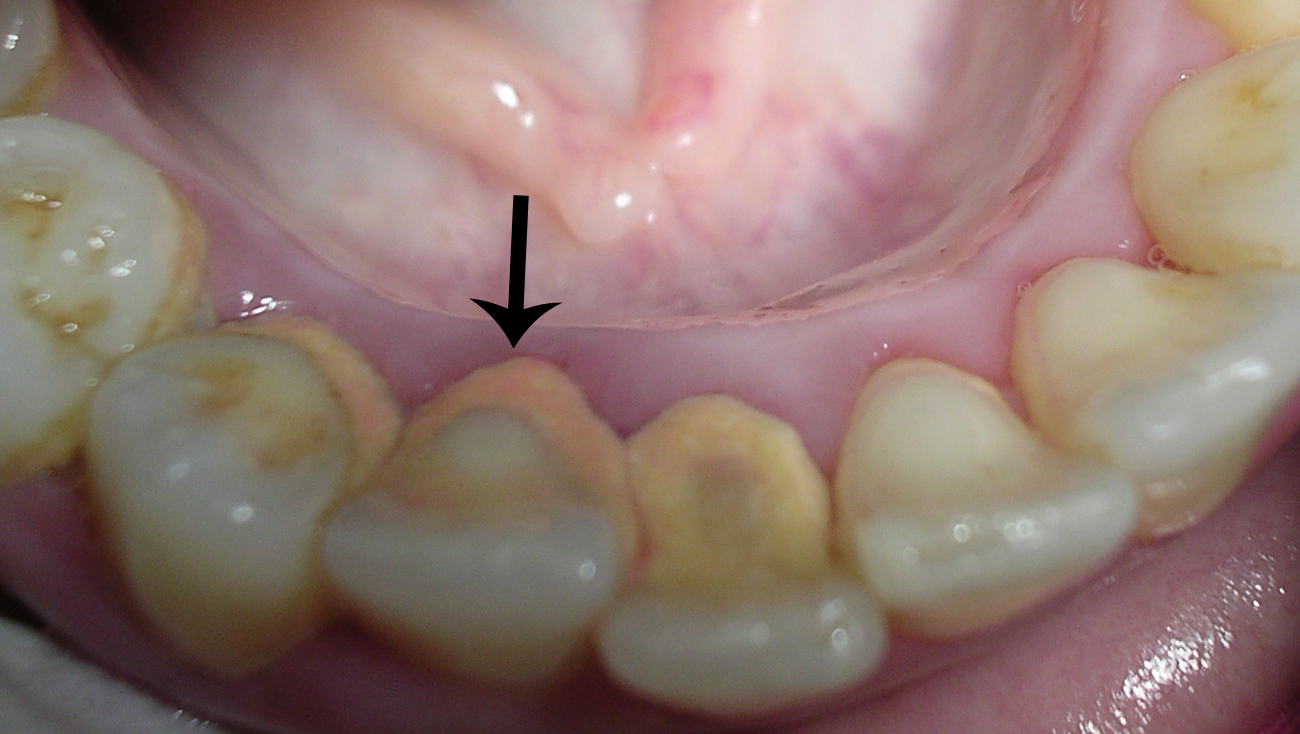
Tandsteen

Tandsteen is een verharde laag tandplak die bestaat uit een afzetting van mineralen door bacteriën. Het uit zich meestal als een gele of bruine kleur op de tanden.
De tandsteen kan ook op of onder de tandvleesrand gaan zitten waardoor het tandvlees ontstoken raakt. Tandsteen is poreuzer dan tandglazuur, waardoor het gemakkelijker verkleurt.
Tandsteen ontstaat doordat calcium en fosfaat uit het speeksel in de tandplak terechtkomen. Die tandplak verhardt. Er zijn twee soorten tandsteen: subgingivaal en supragingivaal. Subgingivaal zit onder het tandvlees, supragingivaal tandsteen zit op de tand of kies. In dat geval kan het verwijderd worden met een zoutstraler.

## Ontstaan
Het speeksel in de mond is rijk aan calcium en fosfaat, dat kan neerslaan op de tanden. Deze zouten reageren met de aanwezige tandplak en hierdoor ontstaat tandsteen. Een hoge pH-waarde in de mond leidt tot snellere vorming van tandsteen, maar minder gaatjes, terwijl die gaatjes juist worden veroorzaakt door een lage pH-waarde. De lage pH kan weer helpen tandsteen tegen te gaan. Wanneer iemand goed poetst en dagelijks tussen de tanden reinigt en hiermee alle tandplaque verwijdert, ontstaat er minder tandsteen.
Tandsteen ontstaat het snelst bij de uitgang van speekselklieren, bijvoorbeeld vlak achter de ondertanden.
Een zeer beperkte onderliggende oorzaak van het vormen van tandsteen is de waterhardheid van het gebruikte/gedronken water, want het beïnvloedt de pH-waarde. Bij hard drinkwater (zoals in de Randstad uit de kraan komt) zal iemand eerder tandsteen krijgen dan bij zacht water zoals op de Veluwe.

## Gevolgen
Op de tanden aanwezig tandsteen is ruw, waardoor tandplak er op vast blijft zitten en vervolgens ook verhardt. Als het tandsteen aangroeit tot onder het tandvlees kan dit gaan ontsteken waardoor pockets ontstaan en het bot verloren kan gaan. Het is daarom van belang tandsteen regelmatig te laten verwijderen door een tandarts of mondhygiënist(e).

## Archeologie
De bacteriën laten hun DNA achter in de tandsteen. Aan de hand van de DNA-sporen van oud tandsteen is het type bacteriën te achterhalen. Hierdoor is te achterhalen welk soort voedsel de Neanderthalers aten.
- Bibliothèque nationale de France: cb12173261j (data)
- Gemeinsame Normdatei: 4134311-6
- Library of Congress Control Number: sh85036868
- Bibliotheek van het Japanse parlement: 00575651
- Nationale Bibliotheek van Tsjechië: ph920002
- Nationale Bibliotheek van Israël: 987007548138305171